# Arcen en Velden
Arcen en Velden (limburguès Árse en Velde) és un antic municipi de la província de Limburg, al sud-est dels Països Baixos, actualment part del municipi de Venlo. L'1 de gener del 2009 tenia 8.688 habitants repartits sobre una superfície de 41,54 km² (dels quals 2 km² corresponen a aigua). Limita al nord-oest amb Bergen (Limburg), a l'oest amb Horst aan de Maas, al sud amb Venlo i a l'est amb Straelen.

## Centres de població
| Arcen - Arcen - Lingsfort - Brandemolen - Veld | Lomm - Lomm - Hanik - De Voort | Velden - Velden - Schandelo - Het Vorst - Hasselt - De Krosselt - Vilgert - Hasselderheide - Bong - Vogelbuurt - Solingerhof |

## Administració
El consistori municipal consta de 13 membres, format des del 2006 per:
- PvdA, 5 regidors
- CDA, 5 regidors
- VVD, 2 regidors
- LALV, 1 regidor